# Бердимуратов, Жалгасбай Карлибаевич
Жалгасбай Карлибаевич Бердимуратов (узб. Jalgasbay Berdimuratov; род. 27 марта 1997, Нукус) — узбекстанский борец греко-римского стиля, по происхождению каракалпак, член сборной Узбекистана. В 2019 году на Чемпионате мира по борьбе завоевал бронзу. В 2020 году на Чемпионате Азии завоевал бронзу, а в 2021 году стал чемпионом Азии.

## Карьера
В 2016 году на Чемпионате Азии по борьбе среди юниоров в Маниле (Филиппины) в весовой категории до 84 кг завоевал бронзовую медаль. В этом же году на Чемпионате мира по борьбе среди юниоров в весовой категории до 84 кг занял лишь тринадцатое место.
В 2017 году на Чемпионате Азии по борьбе среди юниоров в весовой категории до 74 кг завоевал серебряную медаль, проиграв в финале киргизскому борцу Акжол Махмудов. В этом же году на Чемпионате мира по борьбе среди юниоров в Тампере (Финляндия) в весовой категории до 74 кг был лишь восьмым.
В 2018 году на Чемпионате Азии по борьбе в Бишкеке (Кыргызстан) в весовой категории до 77 кг в полуфинале проиграл будущему чемпиону Азии китайскому борцу Ян Бинь и занял лишь пятое место.
В 2019 году на Чемпионате мира по борьбе в Нур-Султане (Казахстан) в весовой категории до 77 кг завоевал бронзовую медаль, победив казахского борца Асхата Дильмухамедова. Медаль на Чемпионате мира по борьбе Жалгасбаю Бердимуратову дала лицензию на Летние Олимпийские игры в Токио (Япония). В этом же году на Чемпионате Азии по борьбе в Сиань (Китай) в весовой категории до 82 кг в полуфинале проиграл будущему чемпиону Азии иранскому борцу Саид Абдвали и занял лишь пятое место.
В 2020 году на Чемпионате Азии по борьбе в Нью-Дели (Индия) завоевал бронзовую медаль в весовой категории до 82 кг, проиграв в полуфинале иранскому борцу Мехди Эбрахими.
В 2021 году на Чемпионате Азии по борьбе в Алма-Аты (Казахстан) в весовой категории до 82 кг в финальном бою вышел против Калидина Асикеева (Кыргызстан) и одержал победу со счётом 3:1, завоевав золотую медаль. 30 июня 2021 года президент Узбекистана Шавкат Мирзиёев наградил Жалгасбая Бердимуратова медалью «Шухрат».